# Square Alboni
Pour les articles homonymes, voir Alboni (homonymie).
Le square Alboni (ou square de l'Alboni) est une voie en partie privée du 16e arrondissement de Paris, en France.

## Situation et accès
Le square contourne le viaduc de Passy et la station de métro Passy et relie les deux moitiés de la rue Marietta-Alboni, laquelle est coupée en deux en raison du dénivelé et de la présence de la station de métro. Il se prolonge ensuite jusqu'à la rue des Eaux, où un portail signalant le caractère privé de la voie interdit l'accès aux véhicules motorisés. Il n'est donc accessible en voiture que par sa partie haute. La partie subsistante des jardins du baron Delessert est propriété privée.

## Origine du nom
Elle porte le nom de la cantatrice italienne Marietta Alboni (1826-1894), en raison de son voisinage avec la rue Marietta-Alboni,.

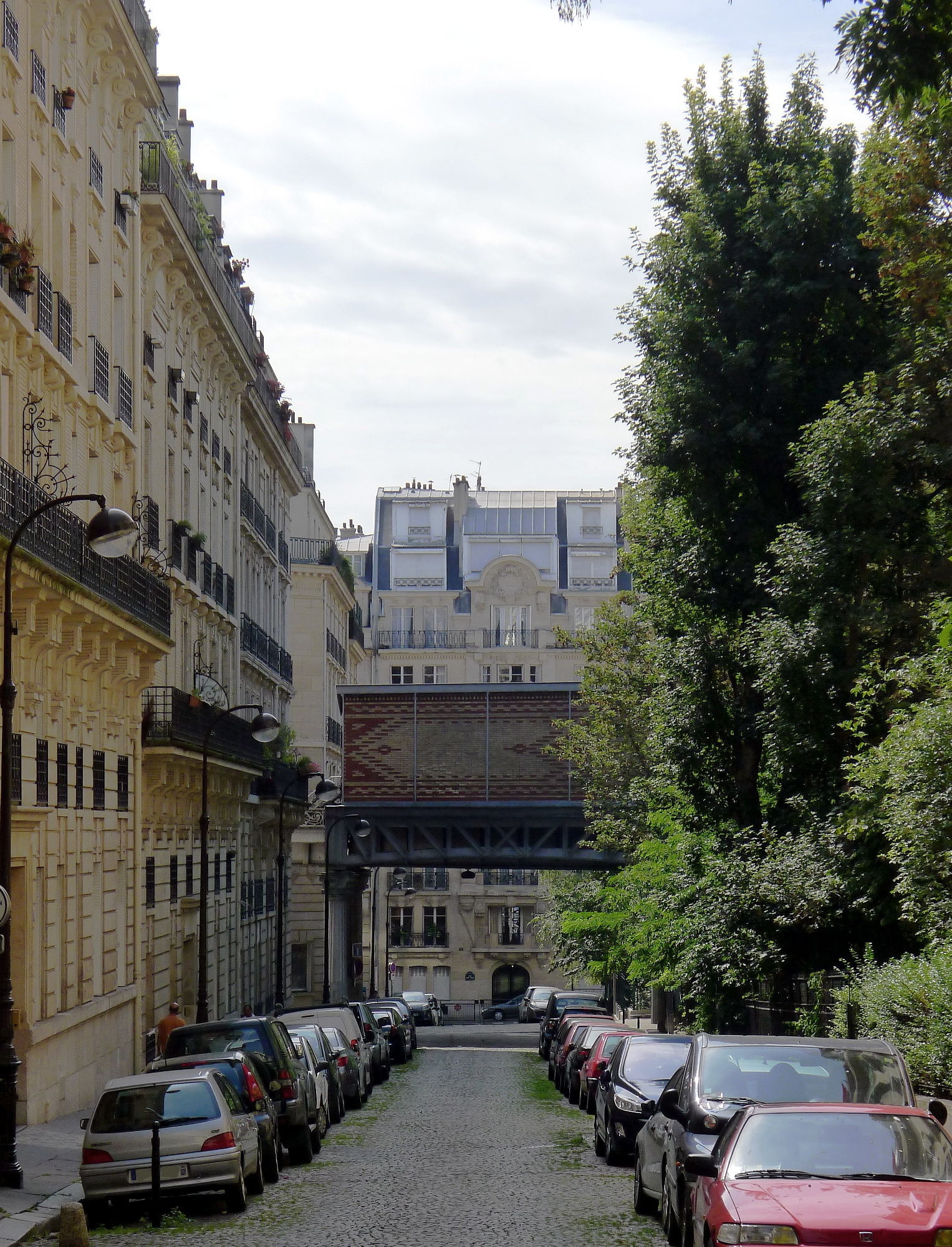
Dans sa partie inférieure, la voie passe sous la ligne de métro no 6.

## Historique
Cette voie en partie privée fut construite sur les jardins de l'ancienne propriété de Benjamin Delessert, qui descendait jusqu'à la Seine, et jouxtait la cour Boccage, ancienne ferme des Bonshommes. Autrefois, un pont suspendu surplombant un parc  reliait l'hôtel particulier de Benjamin Delessert au 19-21 rue Raynouard à sa manufacture de sucre de betterave installée dans des bâtiments du domaine de l'ancien couvent des Bonshommes dont le cloître et l'église étaient situés entre le boulevard Delessert et la rue Chardin. Cette parcelle fut lotie par les descendants du banquier Étienne Delessert : en 1894, la baronne Frédéric Bartholdi, la comtesse Sigismond du Pouget de Nadaillac et les barons Rodolphe et Henri-François Hottinguer créèrent le lotissement de l'Alboni, importante opération d'urbanisme réalisée par l'architecte Louis Dauvergne.
Bien que privée à l'origine, la voie est ouverte à la circulation publique par arrêté du 23 juin 1959.
Une photographie du square vers 1900 figure dans le Dictionnaire historique des rues de Paris de Jacques Hillairet.

## Bâtiments remarquables et lieux de mémoire
- En 1922, le siège mondial de l'Union générale arménienne de bienfaisance (UGAB) est transféré au no 11 du square.
- À cette adresse se trouve également la bibliothèque Nubarian, spécialisée dans les études arméniennes.

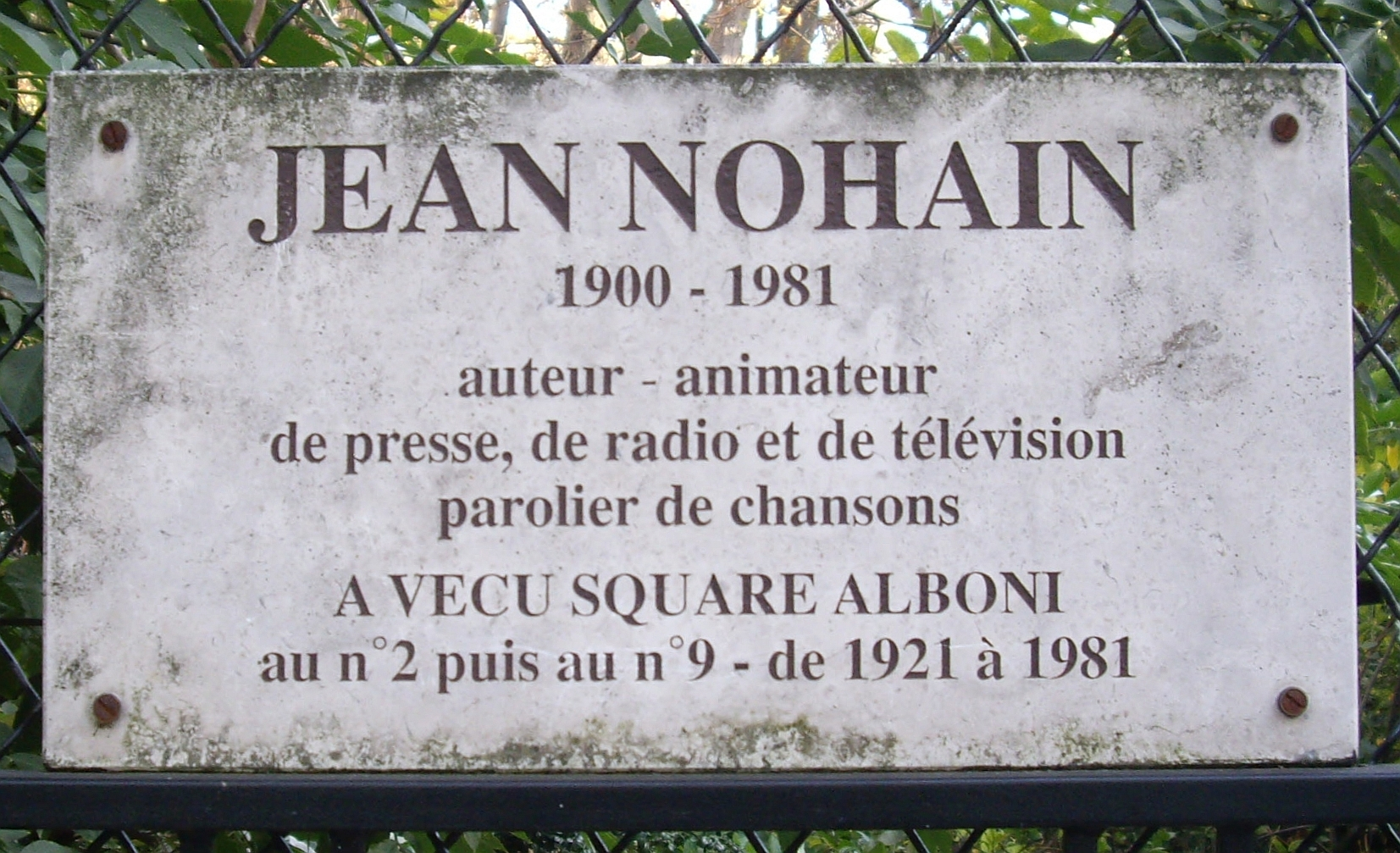
Plaque en hommage à Jean Nohain.

- Plusieurs personnalités ont habité le square : Nicolas Hulot, Christine Lagarde, Alain Marleix, Jean-Dominique Senard, Léon Nafilyan, Olivier de Funès, Philibert, 8e duc de Clermont-Tonnerre et son épouse Élisabeth… L'homme de radio et de télévision Jean Nohain (1900-1981) y habita de 1921 à 1981, successivement au no 2 puis au no 9 (une plaque commémorative lui rend hommage).

Le square est bordé de beaux immeubles résidentiels, à l'architecture remarquable, construits entre 1900 et 1930. En particulier : 
- l'immeuble du no 4, non signé, construit en 1913 par l'architecte Albert Sélonier (1858-1926) pour le comte de Bellefonds ;
- l'immeuble du no 6, construit en 1914, est signé Flegenheimer ;
- l'immeuble de style Art déco situé au nos 9-11-11 bis, non signé, construit en 1930 par l'architecte Léon Nafilyan (1877-1937), qui y résida ;
- l'immeuble du no 14, construit en 1929 par l'architecte Charles Venner, membre du Parti populaire français, qui a dirigé plusieurs sociétés immobilières, et été un auteur prolifique d'édifices religieux à Paris et en région parisienne, notamment l'église du Cœur-Eucharistique-de-Jésus à Paris, l'église Saint-Jean-Baptiste-du-Plateau à Ivry-sur-Seine et l'église Sainte-Odile à Antony.

### Le square et les arts

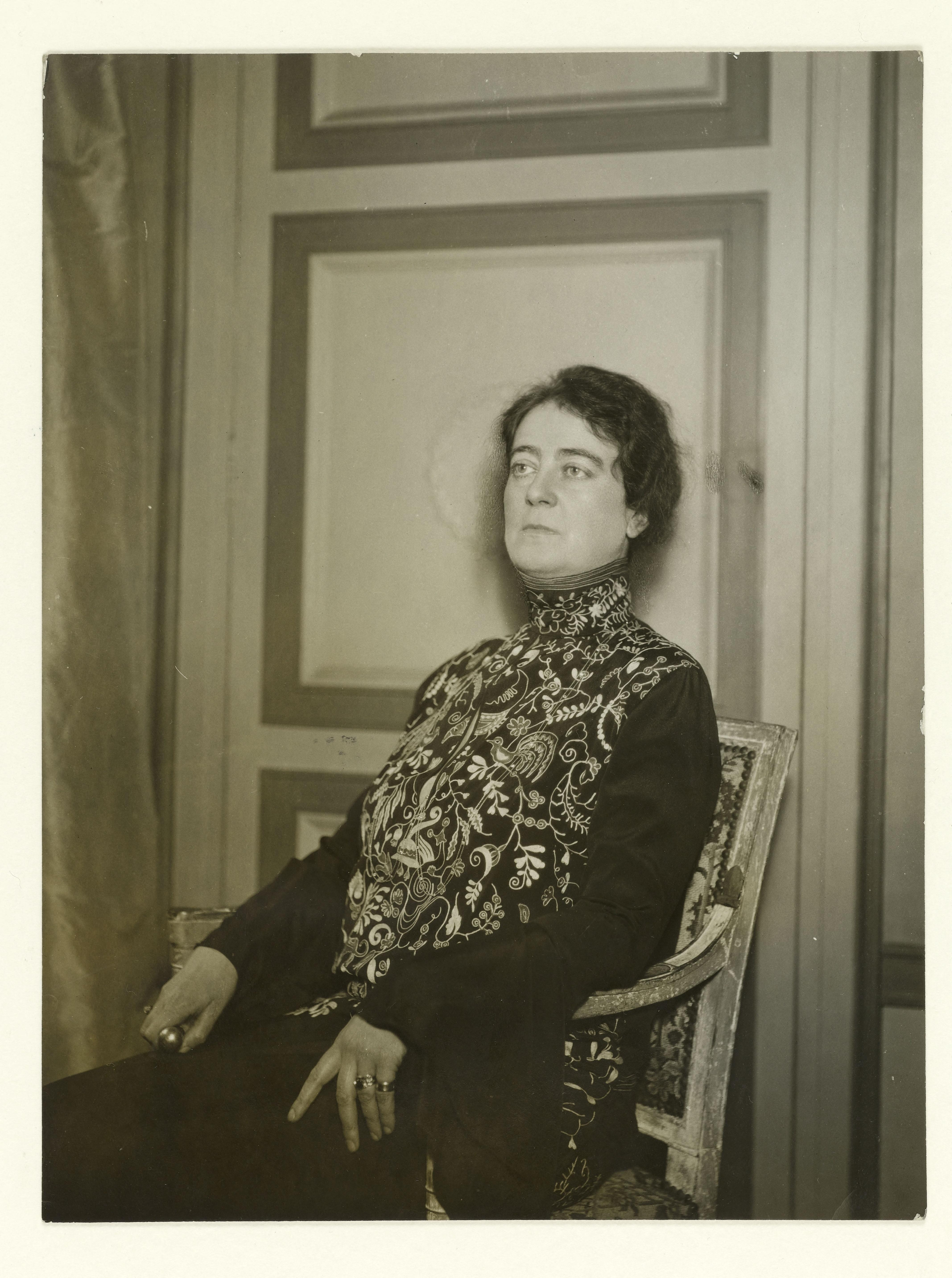
Élisabeth de Gramont chez elle au 4, square de l'Alboni (1924).

Patrick Modiano, dans son roman Accident nocturne (2003), situe une partie de sa quête dans le square de l'Alboni (où vit Jacqueline Beausergent, la femme qu'il recherche dans les nuits parisiennes) et les rues adjacentes. L'écrivain décrit notamment les parages « proches du square de l'Alboni, dans cette zone étagée de Passy qui évoque Monte-Carlo ».
Les personnages principaux du roman de Pierre Assouline État limite (2005) habitent square de l'Alboni.
La façade de l'immeuble du n°12 est décrite dans Leur Chamade de Jean-Pierre Montal (Séguier, 2023).
Plusieurs scènes de films, de séries télévisées ou de clips vidéos ont été réalisées dans le square :
- la partie du square sous les colonnes du viaduc de Passy a servi de décor en août 2009 au tournage de certaines scènes du film Inception de Christopher Nolan, avec Leonardo DiCaprio et Marion Cotillard ;
- dans Le Professionnel (1981), l'agent Josselin Beaumont (Jean-Paul Belmondo), grimé en clochard, parvient à tromper le commissaire Rozen (Robert Hossein) pour rendre visite à sa femme, à proximité du square, 5 rue des Eaux ;
- une partie du clip Just in Love du chanteur américain Joseph Adam dit Joe Jonas y a été filmée en 2011 ;
- Une scène de Mission impossible : Fallout a été tournée au croisement du square Alboni (2017) ; on devine la plaque de voie sur un mur en arrière-plan[7].
- une scène de la série Les Hommes de l'ombre se déroule rue de l'Alboni, sous le viaduc de Passy, scène pendant laquelle le commissaire Malik Gendre (Abdelhafid Metalsi) remet à son ami Simon Kapita (Bruno Wolkowitch) les enregistrements d'une négociation entre deux candidats à l'élection présidentielle pour faire barrage à un troisième.
- une scène de la troisième saison de la série télévisée Baron noir (2020) est tournée en bas du square Alboni.

### Autres
Le club Alboni, qui réunit d'anciens étudiants d'Assas résidant dans le 16e arrondissement, a été créé en 2011 dans un appartement du square. Selon sa profession de foi, ce club organise des rencontres autour de cocktails et de dîners et permet ainsi le mécénat de jeunes talents.